# Hotel del Luna
Hotel del Luna (hangul: 호텔 델루나; rr: Hotel Delluna) é uma telenovela sul-coreana exibida pela emissora tvN de 13 de julho a 1 de setembro de 2019, com um total de 16 episódios. Escrita pelas irmãs Hong, Hotel del Luna é estrelada por Lee Ji-eun e Yeo Jin-goo, como proprietária e gerente, respectivamente, do hotel de mesmo nome que recebe apenas fantasmas.
Após a sua exibição, tornou-se um dos dramas de melhor audiência da história da televisão por assinatura sul-coreana.

## Enredo
O Hotel del Luna (anteriormente chamado de "Pousada Man-weol"), localizado em Myeong-dong, Seul, não é como nenhum outro hotel: seus clientes são todos fantasmas e não é visível em sua verdadeira forma durante o dia. Os humanos só podem encontrar o hotel em circunstâncias especiais, por exemplo, durante um eclipse lunar. 
Jang Man-weol (Lee Ji-eun) é a CEO do hotel. Devido a um enorme pecado cometido há um milênio, ela foi presa no hotel, o que a fez ser incumbida de atender aos mortos que chegam, antes deles passarem para o ciclo de reencarnação. Como resultado da manipulação de Mago (Yi-suk Seo), ela conhece o pai de Ku Chan-seong (Yeo Jin-goo) e faz um acordo com ele, que em troca de não morrer naquele momento e do recebimento de dinheiro, permite que seu filho trabalhe para ela em vinte anos. Com sua nova vida e fortuna, o pai de Goo Chan-sung o leva para o exterior, onde o jovem cresce. Após a morte de seu pai, ele retorna a Coreia do Sul, para ser o gerente assistente de rede multinacional hoteleira, entretanto, Man-wol não desistirá de fazê-lo cumprir seu destino de gerente do Hotel del Luna.
Através da percepção de Ku Chan-seong, mistérios e segredos por trás do hotel e de Jang Man-weol são revelados. 

## Elenco

### Elenco principal
- Lee Ji-eun como Jang Man-wol[4]

Amaldiçoada, ela é a CEO do Hotel del Luna há 1.300 anos. Ela só pode escapar se encontrar alguém que tenha cometido um pecado pior do que ela; no entanto, ela não consegue lembrar qual é o seu pecado. Enquanto isso, ela é forçada a dirigir o hotel onde os únicos clientes são almas mortas.
- Yeo Jin-goo como Gu Chan-seong[5]

O novo gerente geral do Hotel del Luna, sucedendo ao gerente anterior, Noh Joon-suk. Ele que estudou em Harvard, é contratado como gerente assistente em um dos melhores hotéis da Coreia. No entanto, mais tarde ele se torna o gerente geral do Hotel del Luna devido a um acordo que seu pai fez com Jang Man-wol vinte anos antes.

### Elenco de apoio

#### No Hotel Del Luna
- Jung Dong-hwan como Gerente Noh

Ele administra o hotel há 30 anos.
- Shin Jung-geun como Kim Seon-bi

O funcionário a mais tempo no hotel e o barman do Sky Bar.
- Bae Hae-sun como Choi Seo-hee

Uma faxineira com uma personalidade extrovertida.
- Pyo Ji-hoon (P.O) como Ji Hyun-joong

O recepcionista do hotel. Ele é simpático e educado, mas não gosta do seu trabalho.
- Kang Mi-na como Kim Yu-na[6]

Uma adolescente rica e inteligente que chega ao hotel com uma história curiosa.

#### Pessoas em torno de Jang ManWeol
- Lee Do-hyun como Go Chung-myung
- Lee Tae-sun como "YeonWoo"

#### Pessoas em torno de Ku ChanSeong
- Jo Hyun-chul como Sanchez[7]

O único amigo e colega de quarto de Gu ChanSeong.
- Park Yoo-na como Lee Mi-ra

#### Outros
- Seo Yi-sook como Deusa Ma Go

Ela controla a vida e a morte das pessoas que passam pelo hotel.
- Kang Hong-seok como Ceifador

Ele guia as almas que ficam no hotel para a vida após a morte.

### Aparições especiais
- Oh JiHo como pai de Chan-seong (Ep. 1)[8]
- Kim Won-hae como prefeito (Ep. 1-2)
- Han Jae-yi como mulher cega (Ep. 1-4)
- Lee Chae-kyung como presidente da Royal Pacific Hotel (Ep. 1-2)
- Nam Kyung-eup como dono da Royal Pacific Hotel (Ep. 2)
- Lee Joon-gi como padre e primeiro candidato a gerente do Hotel Del Luna (Ep. 3)[9]
- Lee Si-eon como astronauta e segundo candidato a gerente do Hotel Del Luna (Ep. 3)[9]
- Jo Hyun-sik como hóspede do quarto 404 (Ep. 3)
- Hong Seo-joon como pai de Yu-na (Ep. 3)
- Lee Ji-wan como Jung Su-jeong (estudante assasinada) (Ep. 3)
- Hong Kyung como padeiro (Ep. 4)
- Kim Mi-eun como Lee Soo-min (fantasma) (Ep. 5)
- Lee Yi-kyung como Yu-oh (ator) (Ep. 6)[10]
- Pyo Ye-jin como Rainha (atriz) (Ep. 6)
- Kim Jun-hyun como ele mesmo (Ep. 6)[10]
- Lee Seung-hoon como Yoon-seo
- Cheon Ye-won
- Lee Seung-hoon
- Kim Kwon
- Nam Da-reum
- Park Jinjoo
- Sulli como Jung Ji-eun (Ep. 10)
- Choi Yoo-song como espírito da mãe de Chan-seong (Ep. 10)
- Seo Eun-soo como Veronica (Ep.11)
- Hwang Young-hee como Hwang Moon-sook (Ep.11)
- Lee Seung-joon como médico (Ep. 12)
- Então Hee-jung como esposa do médico (Ep. 12) [17]
- Kim Seung-han como filho do médico (Ep. 12)
- Kim Soo-hyun como novo proprietário do Hotel del Luna (Ep. 16)

## Trilha sonora
A trilha sonora de Hotel del Luna foi lançada em treze partes, entre 14 de julho a 24 de agosto de 2019, conteúdo uma canção cada e sua versão instrumental. Além disso, incluiu a canção especial intitulada "Happy Ending" da solista IU, que não teve lançamento oficial.  
1. Another Day – Monday Kiz, Punch
2. Lean On My Shoulders (나의 어깨에 기대어요) – 10cm
3. All About You (그대라는 시)  – Taeyeon
4. Only You (너만 너만 너만) – Yang Da-il
5. Can You See My Heart (내 맘을 볼수 있나요) – Heize
6. At The End (그 끝에 그대) – Chung-ha
7. Remember Me (기억해줘요 내 모든 날과 그때를) – Gummy
8. See the Stars (어떤 별보다) – Red Velvet
9. Can You Hear My Voice (내 목소리 들리니) – Ben
10. So Long (안녕) – Paul Kim
11. Say Goodbye – Song Ha Ye
12. Done For Me (돈포미) – Punch
13. Love Del Luna (러브 델루나) – Taeyong, Punch
14. Our Happy Ending (해피엔딩) – IU (especial)

## Recepção
Na tabela abaixo, os números azuis representam as audiências mais baixas e os números vermelhos representam as audiências mais elevadas.
| Episódio | Data de transmissão   | Audiência média | Audiência média              | Audiência média |
| Episódio | Data de transmissão   | AGB Nielsen     | AGB Nielsen                  | TNmS            |
| Episódio | Data de transmissão   | Em todo o país  | Região Metropolitana de Seul | Em todo o país  |
| -------- | --------------------- | --------------- | ---------------------------- | --------------- |
| 1        | 13 de julho de 2019   | 7.327%          | 7.749%                       | 6.995%          |
| 2        | 14 de julho de 2019   | 7.633%          | 8.857%                       | 8.144%          |
| 3        | 20 de julho de 2019   | 8.281%          | 9.478%                       | —               |
| 4        | 21 de julho de 2019   | 7.736%          | 9.024%                       | —               |
| 5        | 27 de julho de 2019   | 7.023%          | 7.883%                       | 8.313%          |
| 6        | 28 de julho de 2019   | 8.701%          | 9.949%                       | —               |
| 7        | 3 de agosto de 2019   | 8.052%          | 8.772%                       | —               |
| 8        | 4 de agosto de 2019   | 9.131%          | 10.469%                      | 10.031%         |
| 9        | 10 de agosto de 2019  | 8.349%          | 10.266%                      | 9.962%          |
| 10       | 11 de agosto de 2019  | 10.009%         | 11.779%                      | 10.066%         |
| 11       | 17 de agosto de 2019  | 8.590%          | 9.746%                       | —               |
| 12       | 18 de agosto de 2019  | 10.407%         | 12.178%                      | —               |
| 13       | 24 de agosto de 2019  | 8.750%          | 9.892%                       | —               |
| 14       | 25 de agosto de 2019  | 9.995%          | 11.986%                      | —               |
| 15       | 31 de agosto de 2019  | 9.892%          | 11.255%                      | —               |
| 16       | 1 de setembro de 2019 | 12.001%         | 13.875%                      | —               |
| Média    | Média                 | 8.867%          | 10.197%                      | -               |

- Este drama foi transmitido por um canal de televisão por assinatura, que normalmente tem um público relativamente menor em comparação com as emissoras de televisão abertas (KBS, SBS, MBC e EBS).